# Ultra Mobile PC
Un Ultra Mobile PC (UMPC, PC Ultra Mòbil), prèviament conegut pel seu nom codi Project Origami (Projecte Origami), és un Tablet PC de factor de forma petit. Va ser un exercici de desenvolupament conjunt entre Microsoft, Intel, i Samsung, entre d'altres. Ofereix el sistema operatiu Windows XP Tablet PC Edition 2005 o Windows Vista Home Premium Edition, o Linux i té un microprocessador Intel Pentium de voltatge ultra baix, funcionant en el rang d'1 GHz. La portabilitat de PC Ultra Mòbil pot ser atractiu als viatgers internacionals de negocis i als "viatgers amb motxilla" (backpackers) globals.

## Característiques
Els PC Ultra Mòbils tenen una mida de pantalla màxim de 20 cm (al voltant de 7 polzades), la pantalla és sensible al tacte (touch screen), té una resolució mínima de 800 x 480 pixels, i són capaços d'executar amb normalitat qualsevol variant de Linux, Windows XP i Vista. Hi ha UMPC amb teclat o sense aquest per un preu que ronda dels 200 a 700 euros segons configuracions.
 A) Sense Teclat : La pantalla sol ser de 7 polzades i tàctil, inclouen un llapis òptic, processador d'1 GHz o més i bateria per a unes 2 hores de funcionament. Per gestionar més fàcilment el sistema operatiu s'inclou un paquet de programari conegut com el  Touch Pack Interface , que fa que la interfície del sistema s'adeqüi a l'ús del llapis i la mà, la memòria d'emmagatzematge pot ser Flash o en disc dur (de 8 a 100 GB), un port USB. Normalment incorporen càmera de vídeo i foto de diversos megapíxels o VGA per videoconferències, micròfon, àudio mono o estèreo. Wi-Fi, Bluetooth o Infrarojos per a l'intercanvi de fitxers amb altres dispositius i connexió a Internet sense cables i des 128MiB a 1GiB de RAM. La targeta gràfica (DirectX 8, 9 o 10) sol ser del mateix fabricant que el processador (Intel, Via ...). Els més moderns inclouen GPS, televisió digital TDT i lector d'empremtes dactilars.
 B) Amb teclat : Té les mateixes característiques anteriors però inclou un teclat lliscant de la mateixa mida que el cos de l'aparell, aquest afegit permet als fabricants incloure ports USB addicionals, un petit lector de targetes Secure Digital SD i fins i tot hi ha models amb sortida VGA per connectar-lo a un monitor més gran o una pantalla plana de televisió, molt aviat portaran HDMI (Port multimèdia d'alta definició).
Els UMPC estan en constant evolució, les vendes d'aquests aparells augmenten a causa de les utilitats que se li poden donar.
Els UMPC té prou capacitat de procés per a suportar l'edició de text, àudio, vídeo, així com per al seu ús en videojocs, a més de tenir un bon suport per navegar per Internet, i també per a altres aplicacions de comunicació i xarxes. Es pot utilitzar el UMPC com telèfon mòbil gràcies a Skype o altres tecnologies.
Però no tot és tan bonic com ho presento, l'escassa capacitat d'ampliació d'aquests dispositius fa que en poc temps es "quedi petit" i hagis de recórrer a memòries USB o targetes SD o un altre tipus. Només són uns pocs els fabricants que permeten modificar el disc dur. Aquest problema per l'usuari es converteix en una tasca comercial per als fabricants, ja que si deixa de funcionar algun component, hagis de comprar un de nou.

## Dispositius anunciats
Ja hi ha disponible al mercat veritables obres d'art tecnològiques en material UMPC, alguns productes com:
- Ahtec Tiny UMPC X70GT
- Asus R2E Windows Vista UMPC 100 GB
- Samsung Q1 Ultra UMPC 600Mhz
- Acer Aspire One
- Fujitsu U810 i U820
- Ben NanoNote

### Altres ordinadors portàtils
- Ordinador portàtil
- Tablet PC
- PDA
- PocketPC
- Palm Pilot
- IPAQ
- IPAD
- Apple Newton

### Sistemes operatius de computadors portàtils
- Windows XP i Windows XP Tablet PC Edition
- Palm OS
- Windows CE
- Familiar Linux
- OpenWRT